# Theatro Municipal (Rio de Janeiro)

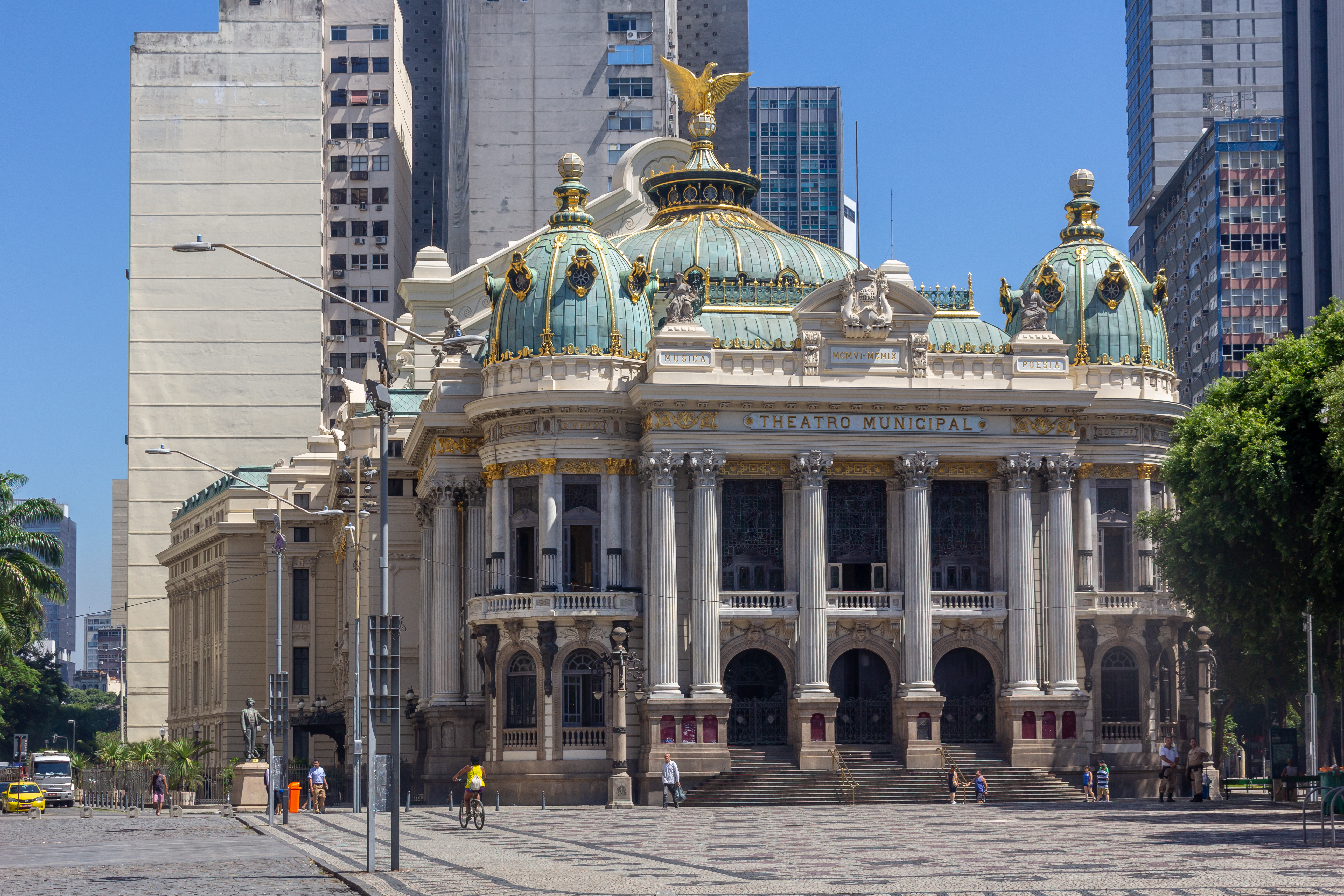
Theatro Municipal (2019)

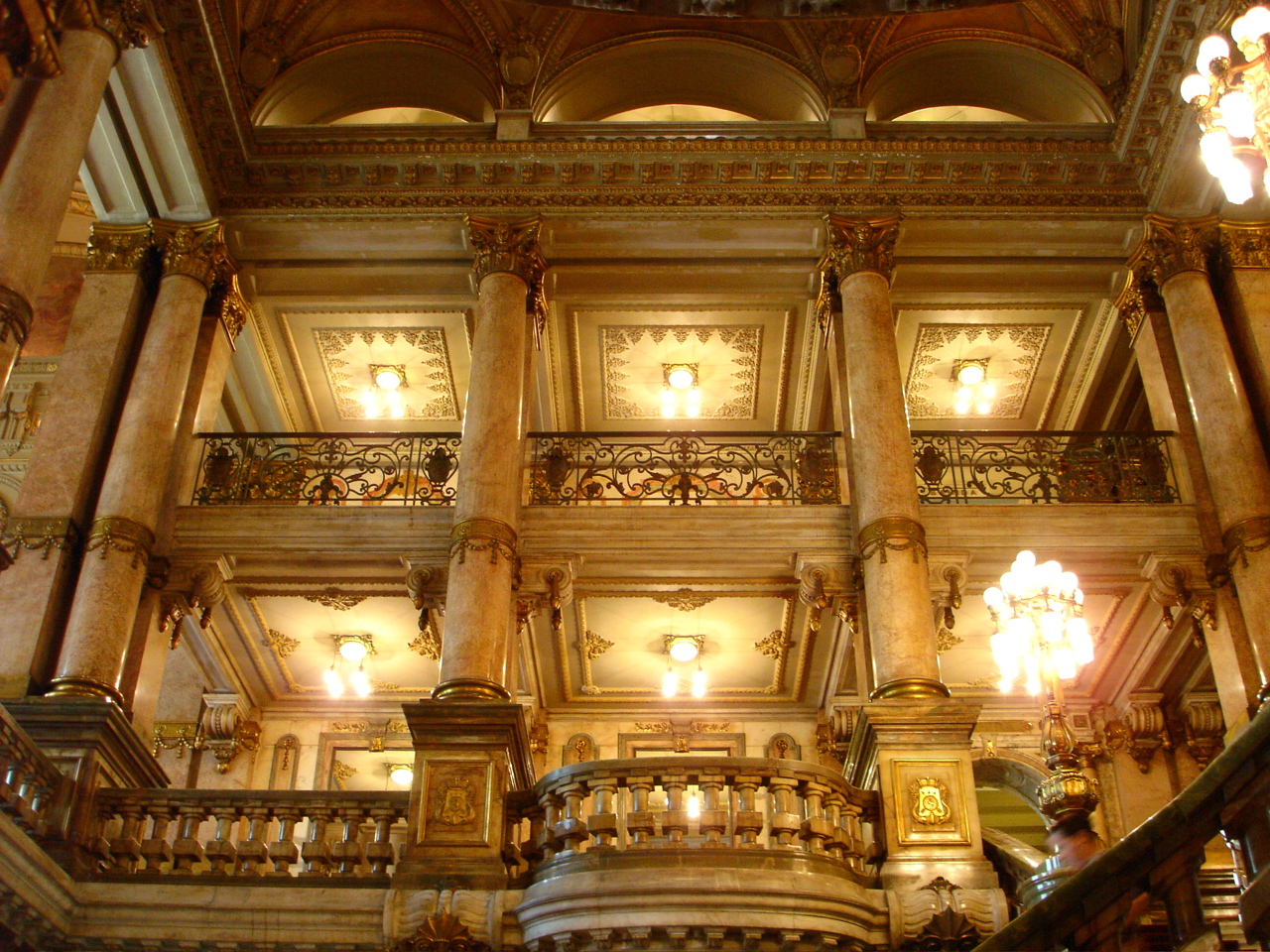
Theatro Municipal do Rio de Janeiro (Innenansicht)

Das Theatro Municipal do Rio de Janeiro (dt. Städtisches Theater) ist ein Theaterbau und Opernhaus in Rio de Janeiro. Es gilt als eines der schönsten und wichtigsten Opernhäuser Brasiliens. Das eindrucksvolle Gebäude liegt an der Praça Floriano im Stadtteil Cinelândia im Zentrum Rio de Janeiros.

## Geschichte
Der Bau des Theatro Municipal begann 1905 unter der Leitung von Francisco de Oliveira Passos, der sich vom Prachtbau der Pariser Opéra Garnier inspirieren ließ. Am 14. Juli 1909 wurde es vom brasilianischen Präsidenten Nilo Peçanha eingeweiht. Es wurde zunächst mit 1739 Sitzplätzen fertiggestellt, seither mehrmals umgebaut und saniert und verfügt heute über 2361 Zuschauerplätze. Auf dem Spielplan stehen regelmäßig Ballettaufführungen und Inszenierungen bekannter Opern.
Vor dem 100. Jubiläum wurde das Theater aufwändig restauriert, die Gesamtkosten dafür betrugen rund 64 Millionen Real (rund 25,8 Millionen Euro). Die Vergoldung der Fassade und der Kuppel wurde wiederhergestellt, im Inneren des Theaters wurden die Leuchter restauriert. Die feierliche Wiedereröffnung fand am 27. Mai 2010 im Beisein des Präsidenten statt.